# Más vale prevenir
Más vale prevenir va ser un programa divulgatiu emès per Televisió espanyola entre el 6 de juliol de 1979 i 1987. El programa, de mitja hora de durada, s'emetia els divendres a les 20 hores.

## Format
Escrit, dirigit i presentat pel periodista Ramón Sánchez Ocaña, i amb l'assessorament del Ministeri de Sanitat es tractava d'un espai en el qual, en to didàctic, s'abordaven qüestions que afectaven directament la qualitat de vida, l'alimentació i, sobretot, la salut dels ciutadans. Així, el primer espai es va dedicar als accidents infantils.
Entre les seccions amb les quals comptava, s'incloïen, Pregunte usted - amb participació directa dels ciutadans - i Sepa lo que come.

## Temes abordats
Entre les qüestions que es van tractar en l'espai, figuren les següents:
- Lactància materna versus lactància artificial (10-8-79).
- Els problemes d'obesitat (7-9-79).
- Estudi de les malalties cardiovasculars (26-10-79).
- El ronyó (2-11-79).
- Primers auxilis (9-11-79).
- Hipertensió (30-11-79).
- El desenvolupament psicològic del nen (21-12-79).
- Els ulls dels nens (1-2-80).
- Úlcera duodenal (8-2-80).
- Incendis (11-4-80).
- L'hepatitis (25-4-80).
- La sang (29-5-80).
- Drogues (13-6-80).
- El mar (18-7-80).
- Primers auxilis (8-8-80).
- Alimentació i salut (22-8-80).
- Pèrdua del cabell (29-8-80).
- Alcohol i conducció (24-10-80).
- Planificació familiar (28-11-80).
- Vitamines (26-12-80).
- Gola, nas i oïdes (2-1-81).
- Les arrítmies (4-10-85).
- El cervell (29-11-85).
- El sida (9-1-87).
- Deshidratació (7-8-87).
- Alimentació en la tercera edat (14-8-87).
- Dieta i càncer (16-10-87).
- Hemofília (18-12-87).

## Repercussions
El programa va obtenir el màxim interès dels espectadors, que el van convertir en un dels més seguits en la programació de la llavors única cadena de televisió a Espanya. La fidelitat de l'audiència va permetre que Más vale prevenir es mantingués en pantalla durant prop de vuit anys.
Així mateix, va obtenir durant vuit anys seguits (1980-1987) el Premi televisiu TP d'Or, concedit pels lectors de la revista Teleprograma, al Millor Programa Divulgatiu i Cultural, a més d'un Premis Ondas 1980.

## Diccionari de la Salut
Després de la cancel·lació del programa el 1987, es va decidir programar Diccionario de la Salud, un espai de similars característiques igualment baix responsabilitat de Sánchez Ocaña que es va estrenar el 8 de gener de 1988 i es va mantenir 53 setmanes en antena fins al 6 de gener de 1989. El canvi de títol va venir acompanyat amb algunes alteracions en el format, i es va introduir la secció De la A a la Z sobre definicions mèdiques.

## Llibres
El creador de l'espai, Sánchez-Ocaña, portaria a la Literatura divulgativa molts dels temes abordats en el programa en publicar Más vale prevenir: La Gran Enciclopedia de la Salud.